# Митинка (Перемишльський район)
Митинка (рос. Митинка) — присілок в Перемишльському районі Калузької області Російської Федерації.
Населення становить 2 особи. Входить до складу муніципального утворення Присілок Григоровське.

## Історія
Від 2004 року входить до складу муніципального утворення Присілок Григоровське

## Населення
| 2002 | 2010 |
| ---- | ---- |
| 5    | ↘2   |